# Neckar-Open

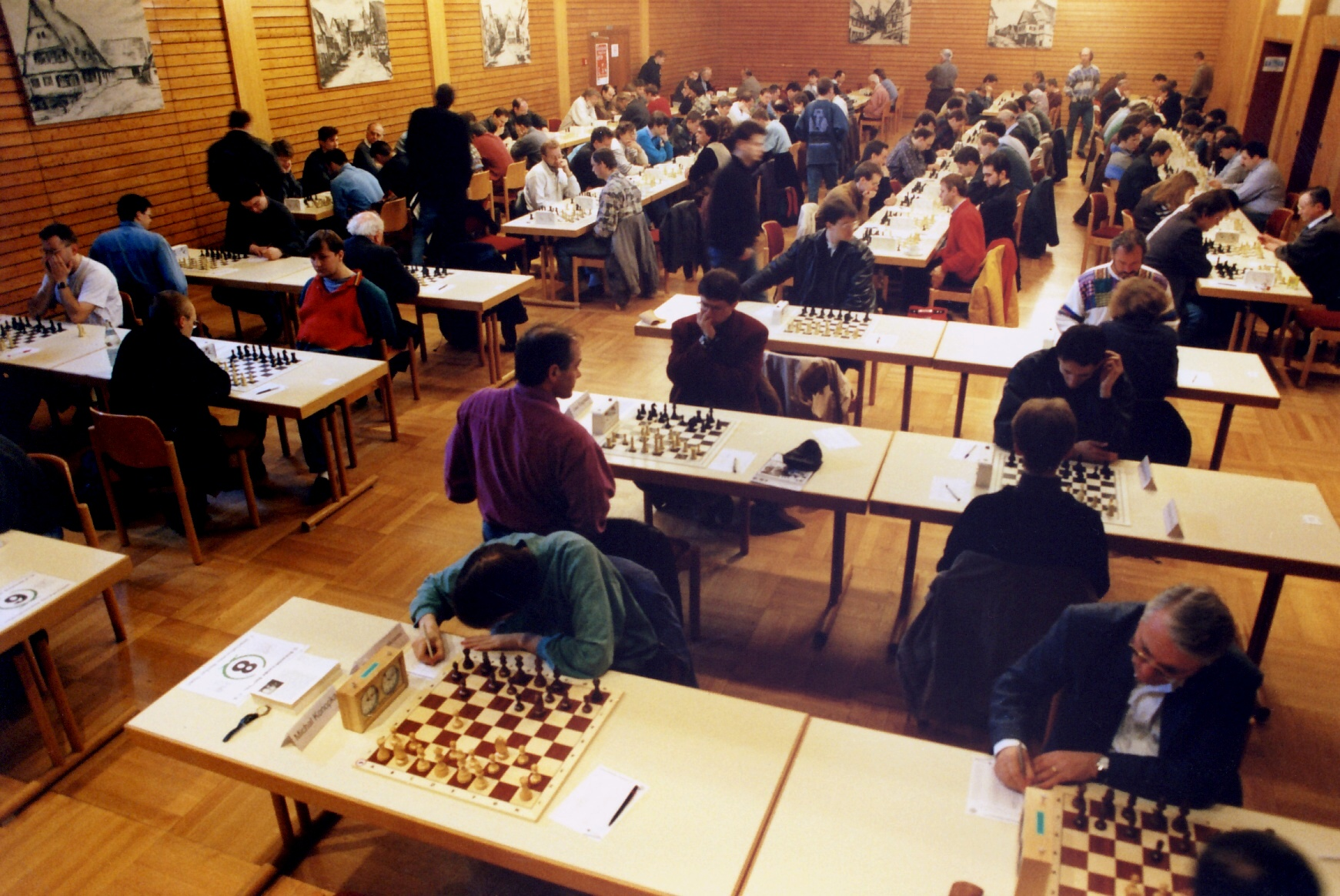
Blick in die Deizisauer Gemeindehalle, einer der Spielorte des Neckar-Opens

Das Neckar-Open war ein internationales offenes Schachturnier, das von 1997 bis 2015 jedes Jahr über Ostern in Deizisau (Landkreis Esslingen) in neun Runden nach dem Schweizer System ausgetragen wurde. Es galt seinerzeit als das größte Schachturnier in Deutschland. 2023 kam es zu einer Neuauflage des Turniers.

## Übersicht

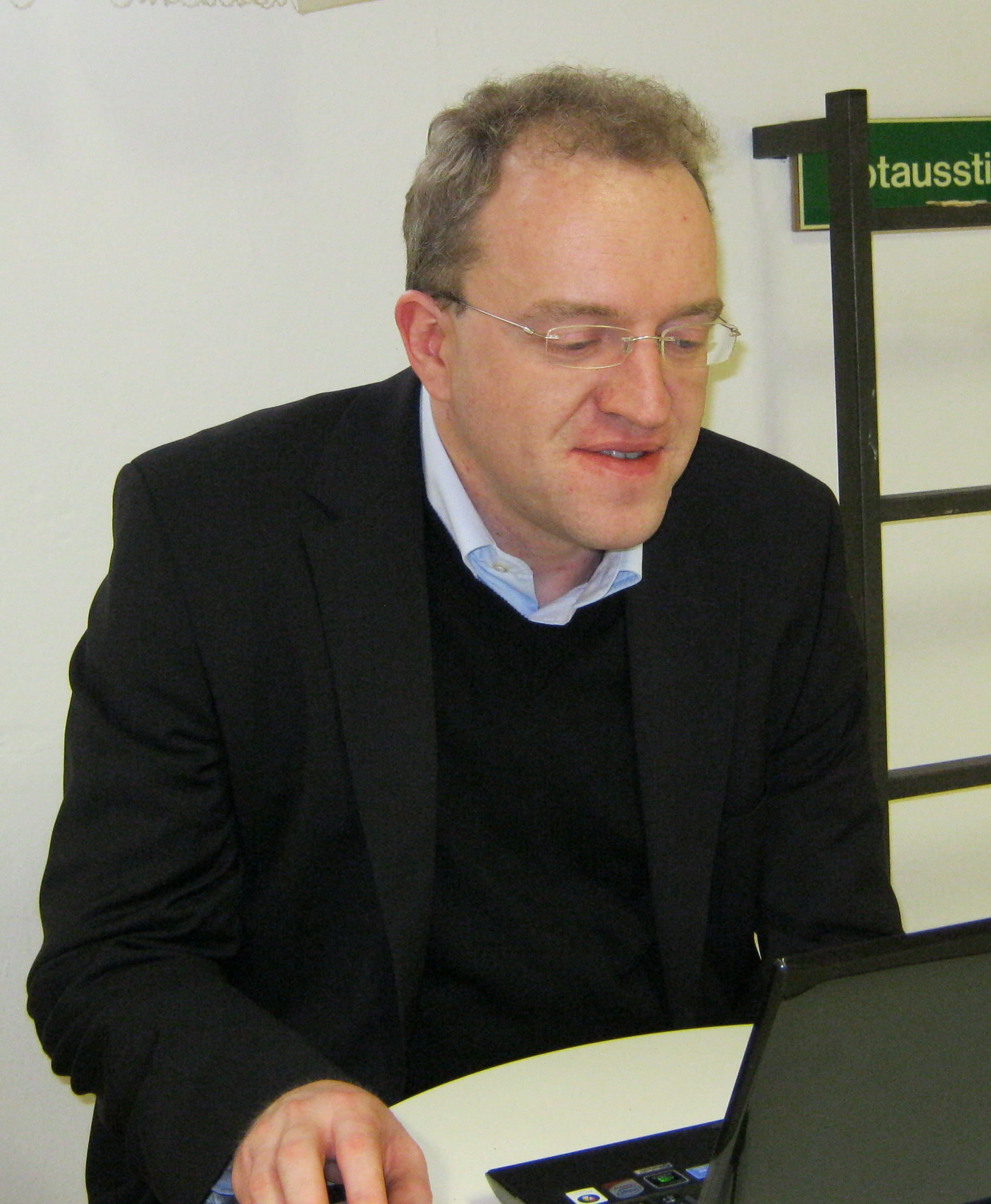
Turnierleiter Sven Noppes

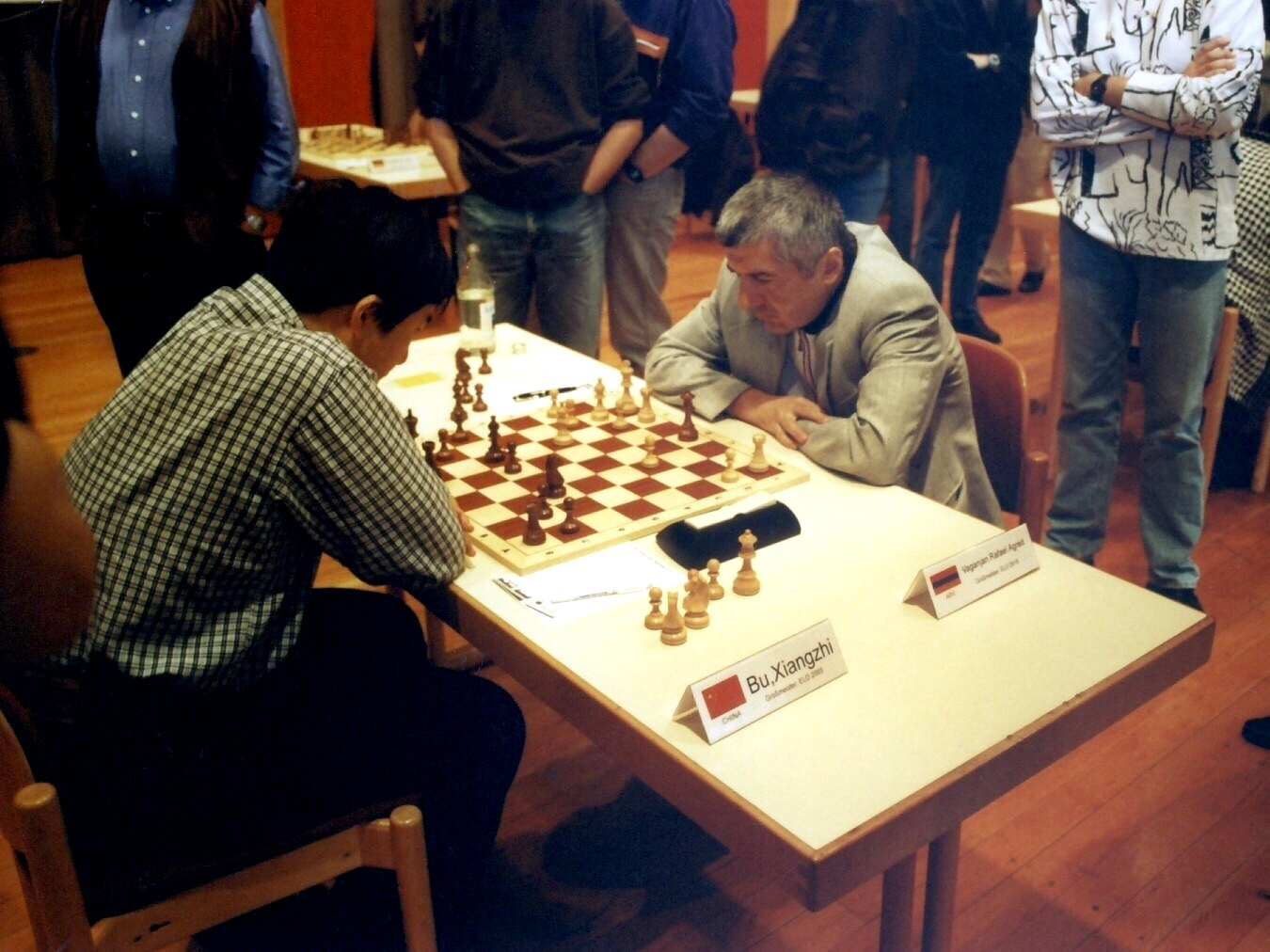
Letzte Runde des Neckar-Opens 2000: Der 14-jährige Bu Xiangzhi aus der Volksrepublik China, damals jüngster Schachgroßmeister, kämpft gegen Rafael Vaganian aus Armenien um den Turniersieg.

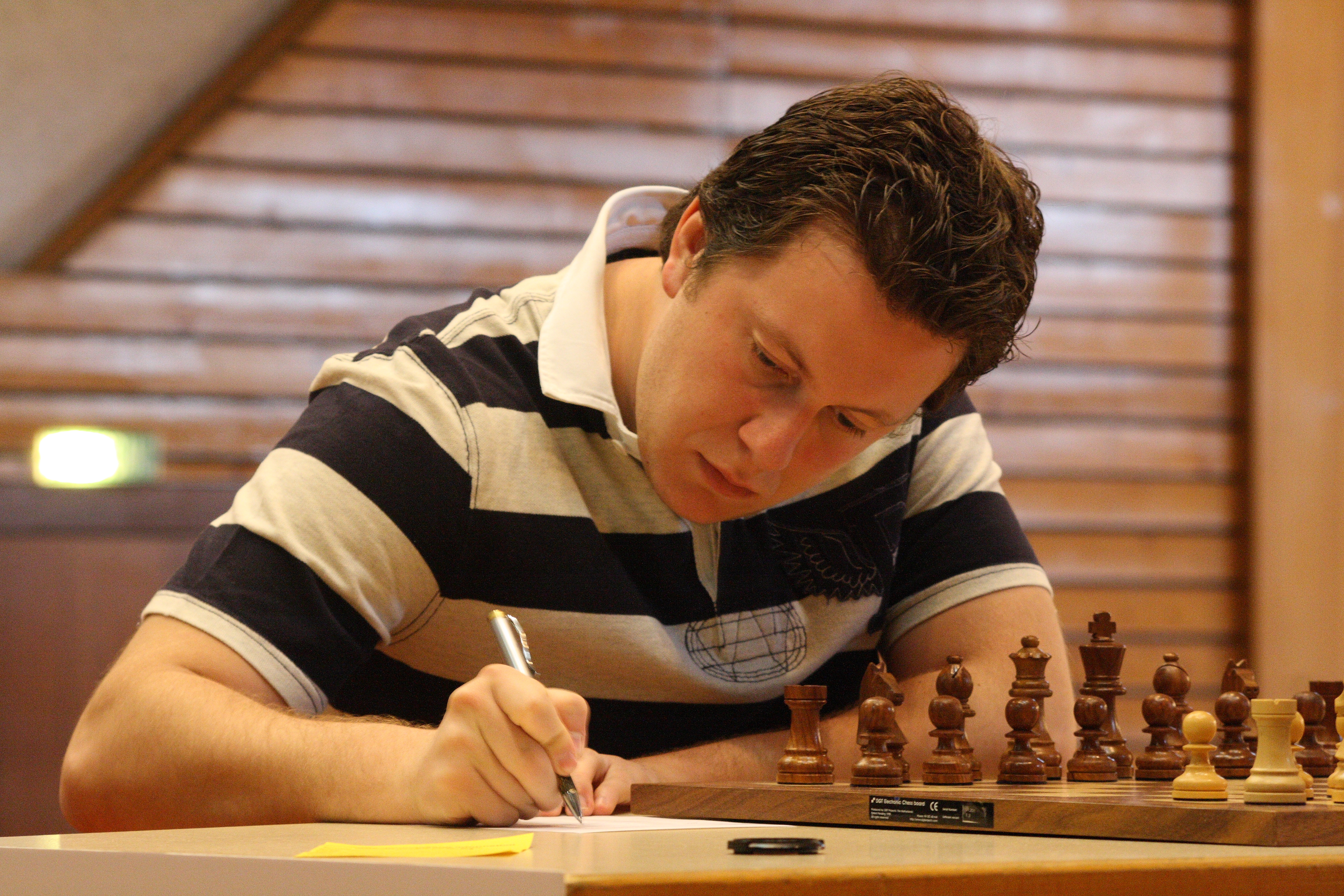
Arkadij Naiditsch 2009 bei seiner ersten von sieben Teilnahmen am Neckar-Open. 2011 siegte er mit einem Rekordergebnis von 8,5 Punkten aus 9 Partien.

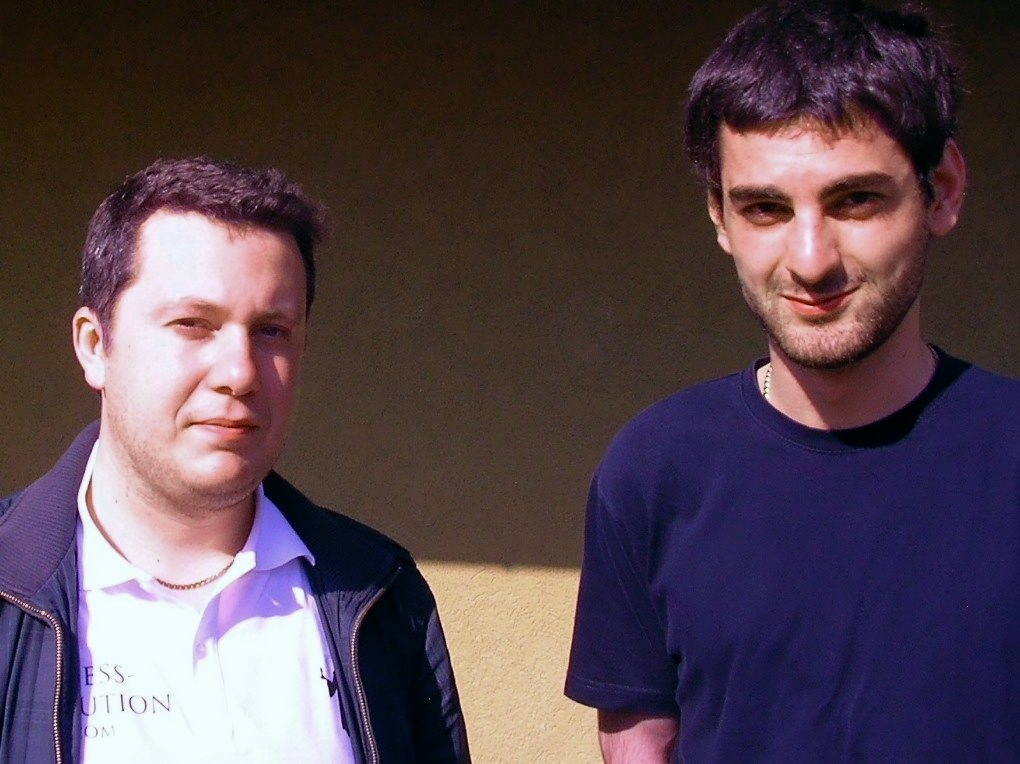
Die Sieger von 2011 und 2003: Arkadij Naiditsch und David Baramidze.

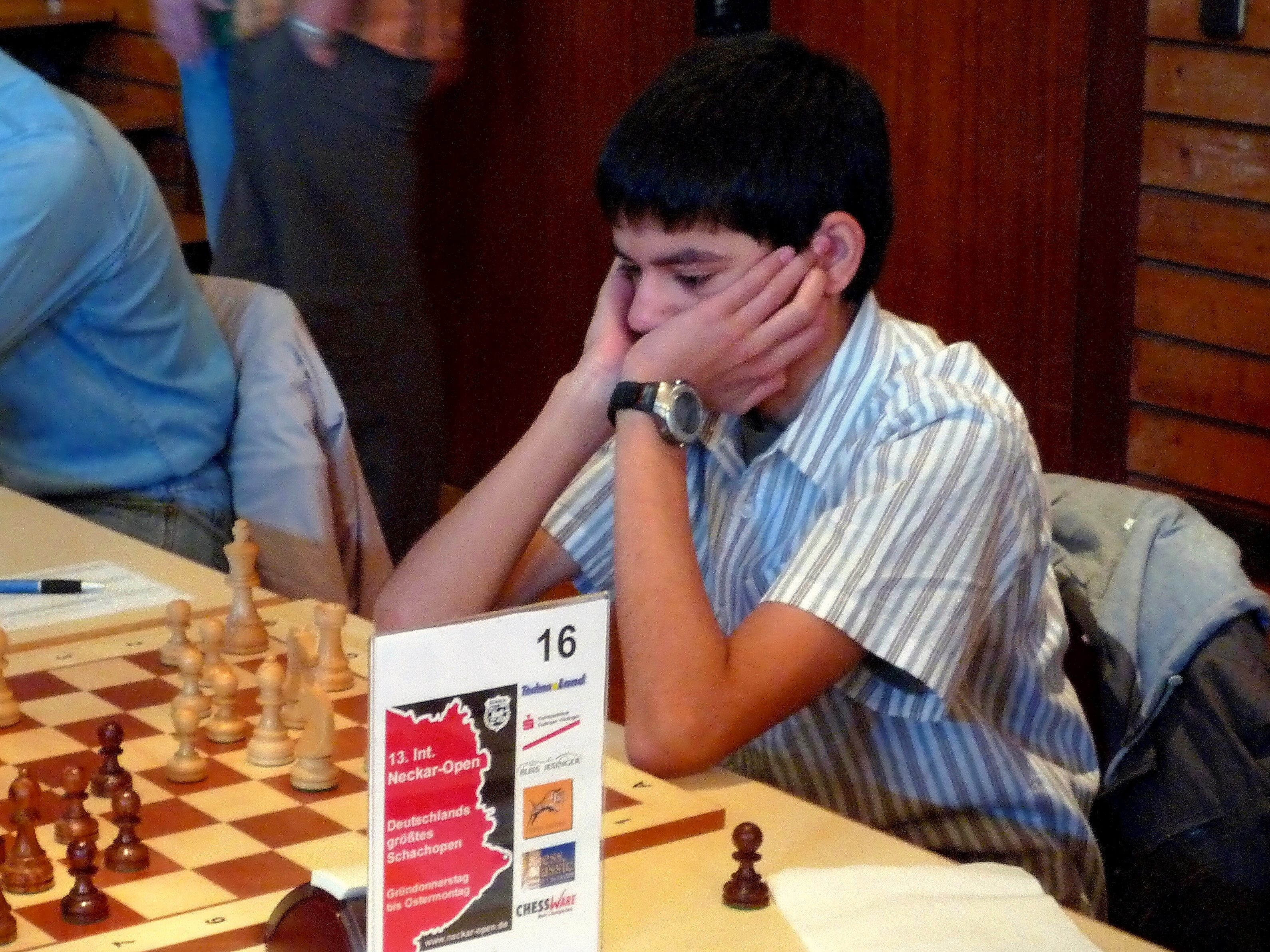
Der spätere Weltklassespieler Anish Giri belegte als 14-Jähriger 2009 in Deizisau den 60. Platz.

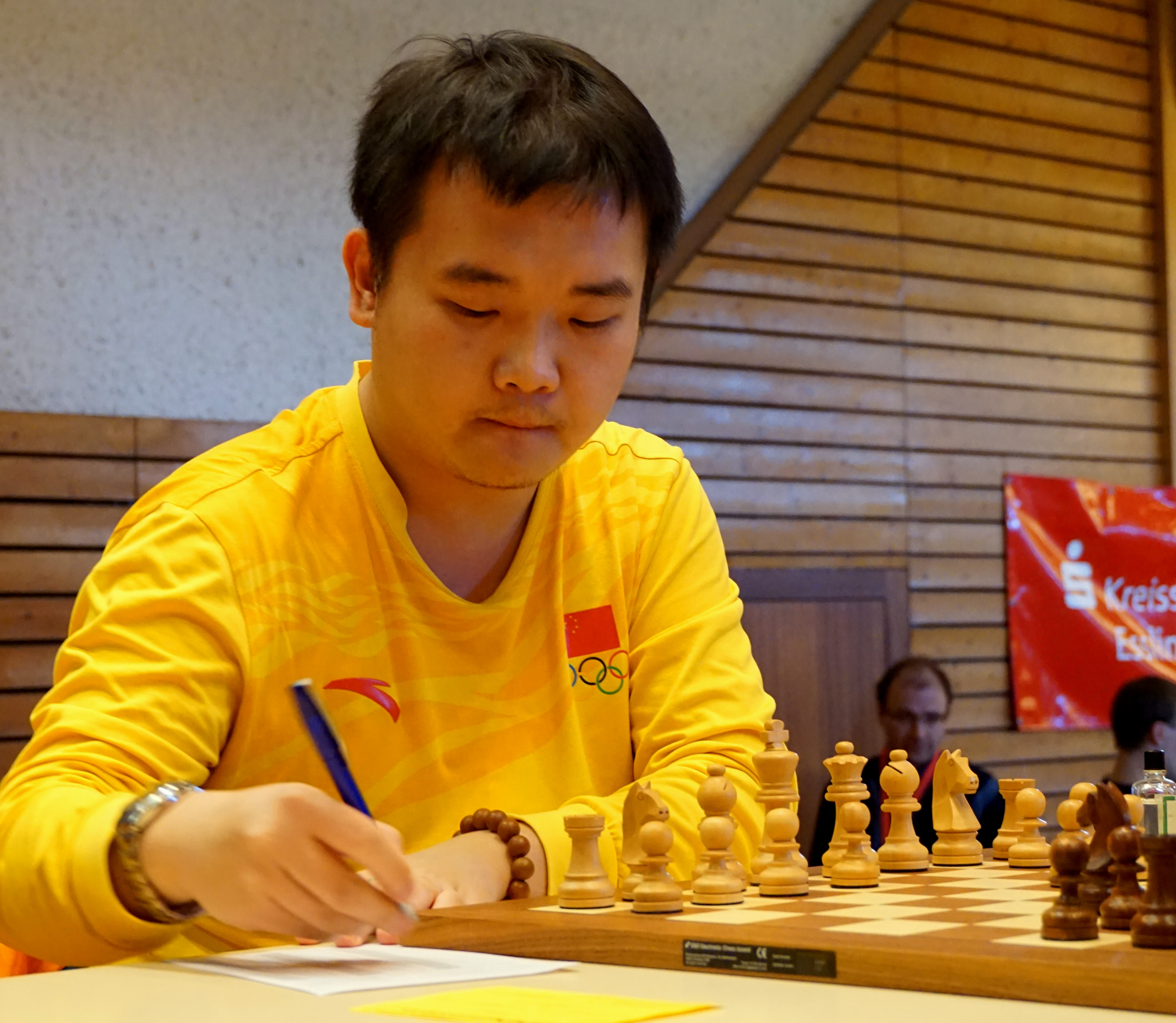
Auch Li Chao aus der Volksrepublik China gelang 2015 der Turniersieg mit 8,5 Punkten.

Zwanzig Mal wurde das Neckar-Open von den Schachfreunden Deizisau, einem kleineren Schachverein der Region Stuttgart, unter der Leitung ihres Vorsitzenden Sven Noppes veranstaltet. Obwohl innerhalb von fünf Tagen neun Partien mit klassischer Bedenkzeit ausgetragen wurden und sich dadurch für die Teilnehmer ein sehr anstrengender Turnierablauf ergab, entwickelte sich das Neckar-Open im Laufe der Jahre zu einem der größten Schachturniere Europas. Die Rekordmarke von 764 Teilnehmern wurde im Jahr 2012 erreicht. Wegen der hohen Teilnehmerzahl wurde das Feld ab 1999 nach den Wertungszahlen in drei einzelne Turniere (A-, B- und C-Turnier) unterteilt.
Mehrfach konnten vom Veranstalter Spieler der erweiterten Weltspitze zur Teilnahme verpflichtet werden: 1999 belegte Zhu Chen, von 2001 bis 2004 Weltmeisterin der Frauen, in Deizisau den 6. Platz. Rustam Kasimjanov gewann 2004 das Neckar-Open, wenige Monate bevor er den Titel eines FIDE-Weltmeisters errang. Weitere bekannte teilnehmende Großmeister waren (in Klammern das Jahr der Teilnahme am Neckar-Open und die erzielte Platzierung): Joel Benjamin (1999: 3. Platz), Larry Christiansen (2000: 15. Platz), Rafael Vaganian (2000: 6. Platz), Gyula Sax (2002: 17. Platz), Lewon Aronjan (2002: 5. Platz), Anish Giri (2009: 60. Platz), Arkadij Naiditsch (2009–2015; bestes Resultat 2011: 1. Platz), Étienne Bacrot (2011–2015; bestes Resultat 2013: 2. Platz), Richárd Rapport (2008, 2012–2014; bestes Resultat 2013: 1. Platz) und Li Chao (2015: 1. Platz).
Sowohl die überregionalen Presse wie die Frankfurter Allgemeine und die Süddeutsche Zeitung als auch das SWR Fernsehen berichteten regelmäßig über das Turnier. Auf der Internetseite des Neckar-Opens wird das Grenke Chess Open, das 2016 in Karlsruhe zum ersten Mal ausgetragen wurde, als Nachfolgeturnier genannt. Dieses Turnier wurde für 2020 bedingt durch die COVID-19-Pandemie abgesagt und auch in den darauf folgenden Jahren nicht wieder durchgeführt, so dass sich der Veranstalter 2023 zu einer Neuauflage des Neckar-Open in Deizisau entschied.

## Gewinner
| Jahr | Turniersieger (seit 1999 des A-Turniers) |
| ---- | ---------------------------------------- |
| 1997 | Mychajlo Holubjew                        |
| 1998 | Michail Iwanow                           |
| 1999 | Erik van den Doel                        |
| 2000 | Bu Xiangzhi                              |
| 2001 | Konstantin Landa                         |
| 2002 | Wladimir Jepischin                       |
| 2003 | David Baramidze                          |
| 2004 | Rustam Kasimjanov                        |
| 2005 | Michail Gurewitsch                       |
| 2006 | Duško Pavasovič                          |
| 2007 | Bu Xiangzhi                              |
| 2008 | Falko Bindrich                           |
| 2009 | Fernando Peralta                         |
| 2010 | Pablo Lafuente                           |
| 2011 | Arkadij Naiditsch                        |
| 2012 | Andrei Istrățescu                        |
| 2013 | Richárd Rapport                          |
| 2014 | Viktor Láznička                          |
| 2015 | Li Chao                                  |
| 2023 | Jonathan Carlstedt                       |